# Angelo Moreschi
Angelo Moreschi (Bréscia, 13 de junho de 1952 — 25 de março de 2020) foi um missionário italiano da Igreja Católica, que passou sua carreira na Etiópia e se tornou bispo em 2010.

## Biografia
Angelo Moreschi ingressou na Congregação Salesiana de Dom Bosco em Albarè di Costermano aos 21 anos e emitiu seus primeiros votos religiosos em 1º de setembro de 1974. Fez a profissão perpétua em 15 de agosto de 1980 no mosteiro salesiano de Cremisan em Belém e foi ordenado sacerdote em 2 de outubro de 1982 em Brescia. Viveu como missionário na Etiópia desde 1991, onde trabalhou na missão salesiana de Dilla e ali fundou várias escolas missionárias, fazendas e centros de formação profissional.
Em 16 de novembro de 2000 foi nomeado Prefeito da Prefeitura Apostólica de Gambella pelo Papa João Paulo II, da qual assumiu em 25 de fevereiro de 2001. Com a elevação da prefeitura ao Vicariato Apostólico de Gambella em 5 de dezembro de 2009, o Papa Bento XVI o nomeou Bispo titular de Elephantaris na Mauritânia e Vigário Apostólico de Gambella. Foi ordenado bispo pelo Arcebispo de Adis Abeba, Berhaneyesus Demerew Souraphiel CM, em 31 de janeiro de 2010; os co-consagradores foram Tesfay Medhin, Bispo de Adigrat, e Lorenzo Ceresoli MCCJ, Vigário Apostólico Emérito de Awasa.
Moreschi tinha diabetes e foi submetido a uma amputação de pé. Estava na Itália para tratamento e estava em diálise quando desenvolveu febre e problemas respiratórios em 19 de março. Foi brevemente hospitalizado e morreu no seminário salesiano de Brescia, Itália, em 25 de março de 2020, por COVID-19.